# Rüdiger Helm
Rüdiger Helm, född den 6 oktober 1956 i Neubrandenburg, Östtyskland, är en östtysk kanotist.
Han tog OS-guld i K-1 1000 meter, OS-brons i K-4 1000 meter och OS-brons i K-1 500 meter i samband med de olympiska kanottävlingarna 1976 i Montréal.
Han tog därefter OS-guld igen i K-1 1000 meter, OS-guld i K-4 1000 meter och OS-brons i K-2 500 meter i samband med de olympiska kanottävlingarna 1980 i Moskva.